# Girl Friends
Girl Friends (ガールフレンズ Gaaru Furenzu) er en mangaserie af Milk Morinaga i yuri-genren. Serien gik i magasinet Comic High! fra oktober 2006 til august 2010 og blev sideløbende samlet i 5 bind af forlaget Futabasha. Mangaen er ikke oversat til dansk, men Seven Seas Entertainment har udgivet en engelsk oversættelse på tryk og JManga en digital, mens Carlsen har udsendt en tysk oversættelse på tryk med titlen Wir beide!.
Ifølge mangakaens efterord til bind et baserede hun historien på sine egne oplevelser som gymnasieelev, ligesom skolen i serien er baseret på den, hun selv gik på. Dog var det nødvendigt at opdatere med detaljer så som de i mellemtiden allestedsnærværende mobiltelefoner.

## Plot
Mariko Kumakura er en stille pige, hvis eneste bemærkelsesværdige træk er, at hendes karakterer er blandt klassens bedste. Men en dag træder den flotte og venlige Akiko Oohashi ind i hendes liv med det formål at lære hende at kende og blive bedste veninder med hende. Med Akkos hjælp forvandler Mari sig hurtigt til en af skolens mere moderigtige piger og bliver gode venner med Akko, Sugi-san and Tamamin. Gruppen bliver involveret i alle mulige situationer, det være sig drenge, slankekure, mode, venner og studier. Men som tiden går, bliver det klart for først Mari og senere Akko, at de har dybere følelser for hinanden, følelser der dækker over mere end bare venskab.

## Figurer
- Mariko Kumakura (熊倉 真理子 Kumakura Mariko) - Den ene hovedperson, der kaldes Mari (まりちん Mari-chin). Hun er en sky og høflig person, der altid sidder og læser bøger alene i spisefrikvarteret. Da Akko bliver venner med hende, begynder Mari imidlertid at ændre sig, og hendes personlighed begynder at udvikle sig. Hun bliver mindre sky og mere socialt bevidst. I et forsøg på at distancere sig fra sine følelser for sin veninde får hun en dreng som kæreste til trods for stigende romantiske følelser for netop Akko. Hendes forsøg på at bare at forblive veninder med Akko og skjule sine sande begær holder dog ikke længe. Tilskyndet af den endnu intetanende Akkos venlighed og omsorg kysser hun impulsivt denne to gange men vælger ikke at tale om det bagefter, da hun indser, at hendes kærlighed aldrig vil bære frugt.

- Akiko Oohashi (大橋 亜希子 Oohashi Akiko) - Den anden hovedperson, kaldet Akko (あっこ Akko) af sine venner. En selvsikker og attraktiv pige der bliver veninder med Mari, da historien begynder. Hun minder på mange måder om en stereotyp teenagepige med viden om stævnemøder, mode og slankekure. Hun hævder at vide en masse om drenge, til trods for at hun kun interagere med dem ved få lejligheder, og endnu mindre efter at hun bliver venner med Mari. Efterhånden begynder hun at få dybere følelser for Mari, først ikke rigtig bevidst, men hendes stigende jalousi overfor Maris kæreste begynder at sætte tingene i perspektiv for hende. Slutteligt erkender Akko, at hun er forelsket i sin bedste veninde.

- Satoko Sugiyama (杉山 里子 Sugiyama Satoko) - Sugi-san (すぎさん Sugi-san), som hun kaldes, er en udadvendt pige med masser af kærester på en gang, alt imens hun til stadighed forsøger at kapre nye drenge. Det er blevet nævnt, at hun og Tamamin ofte kysser om end om kun som et tegn på, at de er nære veninder. Hun ses ofte som den mest forvirrede og festglade medlem af gruppen og er tilbøjelig til at tage sit tøj af, når hun er fuld. Hun er overraskende nok en letvægter, når det handler om at drikke. Hun føler det nogle gange pinligt at være veninde med Tamamin, når denne cosplayer offentligt eller engagerer sig i sine nørdede hobbyer. Hun ses og refereres oftes til som den mest modne i gruppen med sit attrraktive udseende, charme og viden om forhold mellem drenge og piger, og Akko har konsulteret hende flere gange om sager vedrørende Mari. Hun er hurtig i opfattelsen og er den første og eneste til at blive klar over, at Akko og Mari er forelskede i hinanden. Hun er lidt på vagt overfor dette, da hun bekymrer sig for dem, men vælger at overvåge dem på afstand. I et ekstrakapitel dedikeret til hende misunder hun endda, hvordan de begge kan fastholde deres uskyld og renhed.

- Tamami Sekine (関根 珠実 Sekine Tamami) - En sød og sjov pige der er bedste veninde med Sugi-san, og som selv kaldes Tamamin (たまみん Tamamin). Hun er en otaku og køber eller taler ofte om anime, manga og videospil. I kontrast til det kan hun også lide natklubber, at drikke, spise og feste. Da den oprindelige gruppe blev splittet op, begyndte Tamamin og Sugi-san at vokse fra hinanden til trods for løfte om at holde kontakt og forblive gode venner, men med hjælp fra Mari og Akko bliver de genforenet. Siden har de et etstremt tæt forhold, til trods for at de ikke længere er i samme klasse.

## Manga
Girl Friends blev første gang offentliggjort i magasinet Comic High! fra oktober 2006 til august 2010 og blev sideløbende samlet af forlaget Futabasha i fem bind. Rettigheder til at oversætte serien er gået til Sharp Point Press i Taiwan, Taifu Comics i Frankrig, Palma Press i Rusland, Carlsen i Tyskland og Seven Seas Entertainment i Nordamerika.
| Bind | Udgivet i Japan    | Japansk ISBN           |
| ---- | ------------------ | ---------------------- |
| 1    | 12. december 2007  | ISBN 978-4-575-83437-6 |
|      |                    |                        |
| 2    | 12. november 2008  | ISBN 978-4-575-83547-2 |
|      |                    |                        |
| 3    | 12. september 2009 | ISBN 978-4-575-83673-8 |
|      |                    |                        |
| 4    | 11. juni 2010      | ISBN 978-4-575-83780-3 |
|      |                    |                        |
| 5    | 12. november 2010  | ISBN 978-4-575-83836-7 |
|      |                    |                        |

## Cd
En hørespil-cd baseret på serien og instrueret af Midori Shimazawa blev udgivet 28. januar 2011 efter forudgående salg på Comic Market 79 i december 2010.
- Mikoi Sasaki - Akiko Oohashi
- Aya Endou - Akiko Oohashi
- Yuu Kobayashi - Satoko Sugiyama
- Mika Kanai - Tamami Sekine

| Titel                                                                                                | Udgivet         | Kodenr. | Type     | Indhold og bemærkninger |
| --- | --------------- | ------- | -------- | ----------------------- |
| Drama CD Girl Friends (ドラマCD GIRL FRIENDS-ガールフレンズ- Dorama CD GIRL FRIENDS -Gaaru Furenzu-) | 28. januar 2011 |         | Drama-cd |                         |

## Anmeldelser
I Anime News Networks rubrik Right Turn Only!! blev Girl Friends generelt givet en positiv anmeldelse, men de bemærkede dog, at "slutningen er noget brat og er den typiske "og de levede lykkeligt til deres dages ende"-slutning"